# جين وارد
جين وارد (بالإنجليزية: Gene Ward)‏ هو سياسي أمريكي، ولد في 9 مارس 1943 في كونو في الولايات المتحدة. حزبياً، نشط في الحزب الجمهوري. وقد انتخب عضو مجلس النواب في هاواي.

## وصلات خارجية
- الموقع الرسمي